# Asgaardsreien
Asgaardsreien is een compositie van Ole Olsen. Het is een van zijn twee symfonisch gedichten, de andere zijnde Alvedans.
Over de ontstaansgeschiedenis van het werk is weinig bekend. Olsen zou er in 1878 aan begonnen zijn; er is een uitvoering bekend in Leipzig in 1879, vervolgens schuift de tijd door naar 1883 als er een gedeeltelijke publicatie komt. Tot slot werd pas vermoedelijk in 1897 de definitieve versie uitgebracht. Ole Olsen droeg die op aan collegacomponist Edvard Grieg en voorzag het van een voorwoord.
Asgaardsreien is gebaseerd op het gelijknamige gedicht van Henrik Wergeland van circe 1844, toen het gepubliceerd werd in Nyere Digte (Wergeland overleed in 1845). Het werk volgt het gedicht op de voet.
De eerste uitvoering is teruggebracht naar een concertreeks die Olsen gaf in onder meer Leipzig (de plaats waar hij gestudeerd had) en Keulen. Op 30 april 1879 gaf hij zelf leiding aan een militair orkest tijdens de uitvoering in Leipzig. Op 29 maart 1880 volgde de première in Christiania, waarbij ook dat andere symfonische gedicht Alvedans en een aantal liederen werden gespeeld. Olsen gaf toen leiding aan het orkest van het Christiania Theater. De ontvangst was destijds lovend, maar het werk verdween toch in de la, zoals veel werk van deze Noor. 
Asgaardsreien bleef een van zijn populairste werken. Het werd in 1891 zelfs in Madrid uitgevoerd, waarbij men de klank roemde van dit prachtige symfonisch gedicht, aldus El Heraldo. 